# 利克山
75°49′S 68°31′W / 75.817°S 68.517°W
利克山（英語：Mount Leek），是南極洲的山峰，位於帕爾默地，處於斯皮爾冰川以西，屬於豪貝格山脈的一部分，由美國探險隊發現，現時由南極條約體系管理。